# Arteria carotis externa
De arteria carotis externa of buitenste halsslagader verloopt aan de linker- en rechterzijde van de hals en vormt onderdeel van de bloedvoorziening van het hals- en hoofdgebied.

## Anatomische beschrijving
Het hart pompt zuurstofrijk bloed in de aorta (of grote lichaamsslagader) waarna het in een van haar aftakkingen de arteria carotis communis (of gemeenschappelijke halsslagader) stroomt. De arteria carotis communis splitst zich ter hoogte van de kaakhoek in de arteria carotis interna (of binnenste halsslagader) en de arteria carotis externa (of buitenste halsslagader). De arteria carotis interna heeft vervolgens haar eerste afsplitsing in de hersenen. De arteria carotis externa splitst zich echter in de hals in verschillende zijtakken die de bloedvoorziening van voornamelijk de ventrale structuren van het hoofd-halsgebied verzorgen.
De arteria carotis externa heeft de volgende aftakkingen met de volgende verzorgingsgebieden:
Ventraal
- arteria thyroidea superior (strottenhoofd, schildklier)
- arteria lingualis (mondbodem, tong)
- arteria facialis (gezicht, oppervlakkig)

Mediaal
- arteria pharyngea ascendens (farynx tot de schedelbasis)

Dorsaal
- arteria occipitalis (achterhoofd)
- arteria auricularis posterior (auriculair gebied)

Eindtakken
- arteria maxillaris (kauwspieren, achterste gedeelte inwendige gezichtsschedel, hersenvliezen)
- arteria temporalis superficialis (gebied rond de slapen)

## Fysiologie
Zoals de wand van alle grote vaten bestaat de arteria carotis externa uit drie lagen.
- Tunica intima, de binnenste laag bestaande uit één cellaag endotheel en een basaalmembraan
- Tunica media, de middelste laag bestaande uit gladde spiercellen, elastische vezels en collageen
- Tunica adventitia, de buitenste laag bestaande uit bindweefsel

De arteria carotis externa wordt omgeven door het bindweefselblad van de halsfascie, de vagina carotica.